# Станчо Савов
Станчо Савов Станчев е български адвокат и политик от Народната партия и Демократическия сговор.

## Биография
Роден е през 1877 година в еленското село Беброво. Завършва право в Германия. Първоначално започва да работи като съдия във Великотърновския окръжен съд. Известно време е член-съдия при Плевенския и Варненския окръжен съд. Напуска съда и се установява като адвокат във Варна с кантора на булевард "Мария Луиза" в близост до Военния клуб.
След антигръцките вълнения в България от 1906 г. до 1909 год. в комитет заедно с лекарите Иван Фарашев и В. Карамихайлов, Ст. Савов е начело на управлението на Варненската болница, преминала в общинско владение. От 1912 година става общински съветник във Варна, след като Общинския съд отхвърля изцяло листата на младолибералите и на турските кандидати. Oт август 1915 г. и по време на Първата световна война е кмет на Варна. През 1917 г. е награден от германското правителство с орден "Кръстът на Червения орел" III степен. След победата на Антантата посреща във Варна генерал Пол Кретиен, главнокомандващ на съглашенските войски в България. През пролетта и лятото на същата година в града и по Северното Черноморие е регистрирана епидемия от петнист тиф, с която общинската управа полага усилия да се справи. Савов има активна обществена активност и запазва съвещателен глас в настоятелството на Варненската оперетно-драматическа дружба, което преди това председателства. През септември 1919 г. Станчо Савов се уволнява по собствено желание и подновява адвокатската си дейност, в съдружие с бившия русенски прокурор Матей Р. Матеев. Изборната победа на тесните социалисти в местните избори от 1919 г. поставя начело на местното самоуправление Варненската комуна.
През септември 1924 г. Савов е член на общинска комисия заедно с Дабко Дабков, арх. Ст. Попов и Янко Мустаков, която се занимава с доизграждането на градския театър. Избран е за член на Варненската търговска камара от квотата на индустриалците  като председател на Акционерно индустриално дружество "Слънчоглед" - Варна. Участва активно в реорганизирането на Демократическия сговор във Варна. Живее на улица „Войнишка“ 17.
След Деветнадесетомайския преврат от 1934 година става отново кмет за няколко месеца до декември 1934 година. Сред активностите на Савов влиза съдействието за създаването на Аспаруховия парк и инициативата за изграждане на парка-мавзолей Владислав Варненчик. След кметуването си продължава да работи като адвокат, бил е общински съветник, председател на адвокатския съвет и други. Обявен е за почетен гражданин на град Варна.